# Денис Маргалик
Денис Маргалик (ісп. Denis Margalik) — аргентинський фігурист. Він став першим фігуристом, який представляв Аргентину, та виграв медаль в серії Гран-прі ISU Junior, отримавши бронзу на JGP Братислава в 2015 році. Він перший фігурист, який змагався за Аргентину на чемпіонаті ISU, з'явившись на чотирьох континентах в 2015 році та чемпіонату світу 2016 року.